# AC Schnitzer

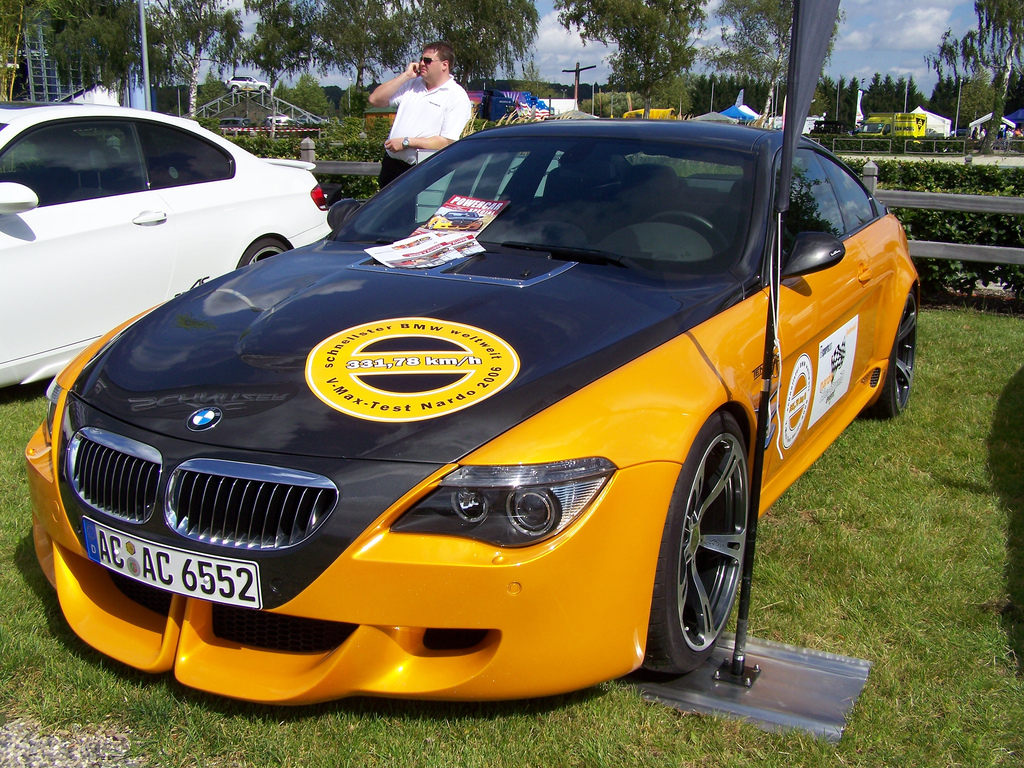
AC Schnitzer Tension

AC Schnitzer зі штаб-квартирою в Аахен, Німеччина (AC взяв ім'я від номерних знаків, випущених в Ахені) — всесвітньо відома компанія з тюнінгу автомобілів BMW і Mini та мотоциклів BMW. Хоча компанія має спільне коріння з Schnitzer Motorsport, яка відома як гоночна команда, однак ці компанії є економічно та юридично повністю незалежними. AC Schnitzer є частиною KOHL-Gruppe. Компанія AC Schnitzer була заснована в 1987 році.